# Chiquita Brands International

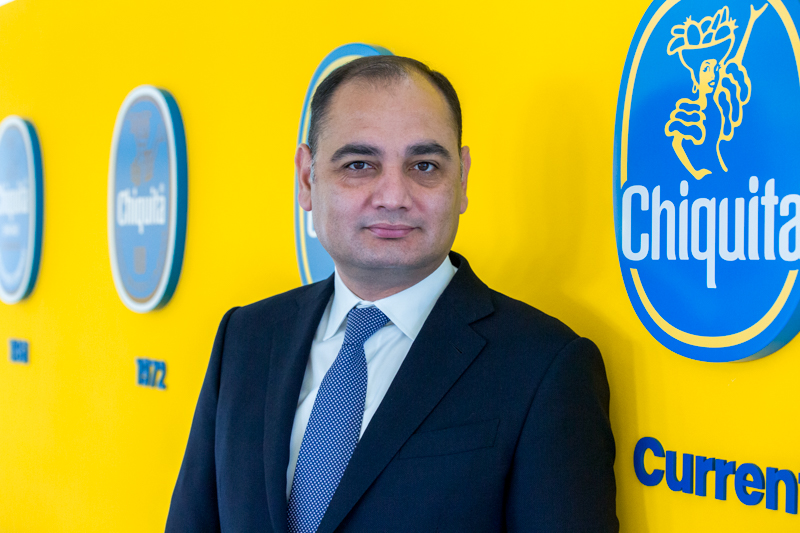
Carlos López Flores (prezes)

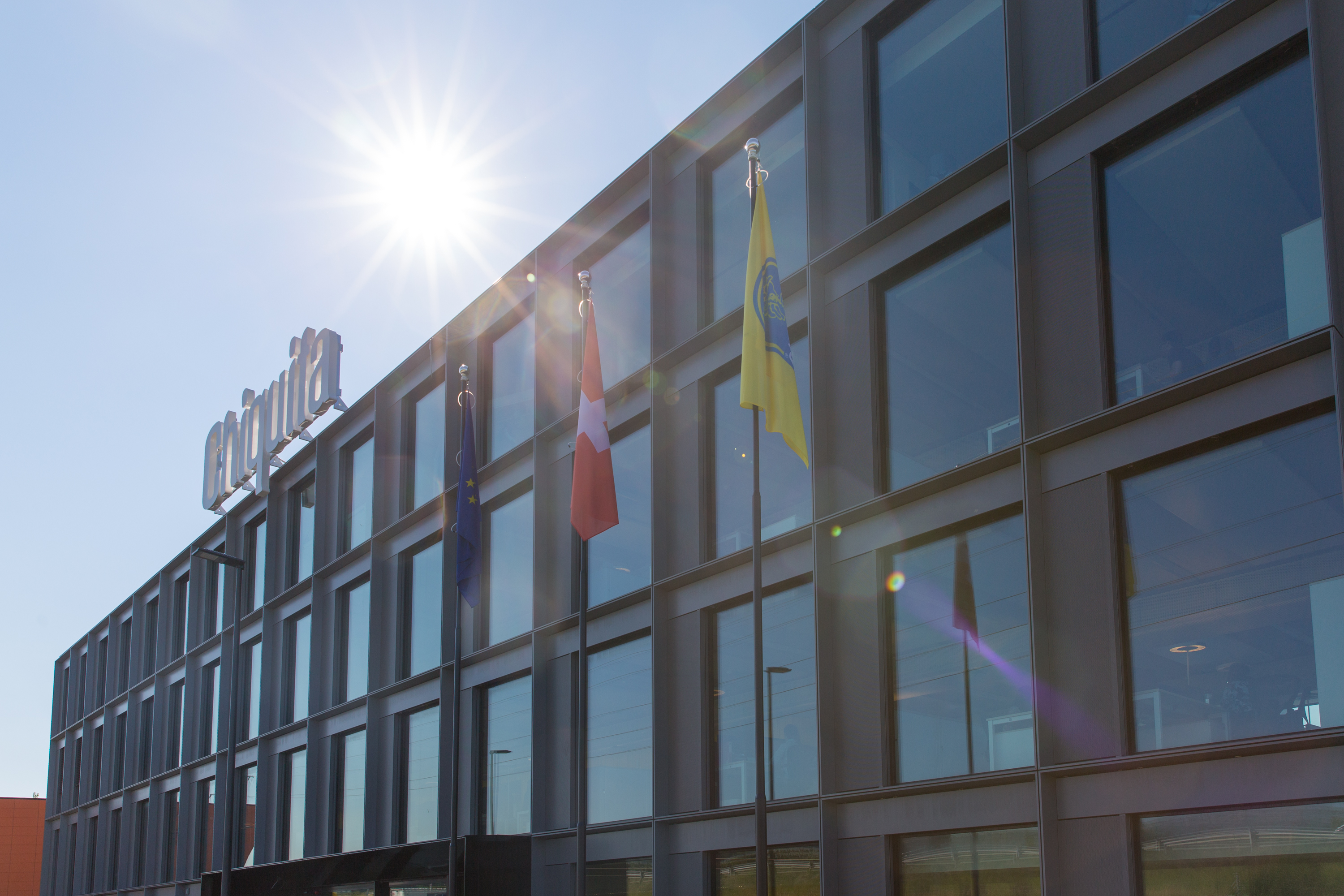
Siedziba Chiquita (Europa) w Etoy, Szwajcaria

Chiquita Brands International Sarl, poprzednio znana jako Chiquita Brands International Inc., jest wiodącym producentem i dystrybutorem bananów oraz innych artykułów spożywczych. Firma jest właścicielem wielu znanych marek, włączając w to sztandarowe marki Chiquita oraz Fresh Express. Chiquita pozostaje głównym dostawcą bananów na rynku w Stanach Zjednoczonych. Spółka ma dwie główne siedziby, pierwsza jest usytuowana w Szwajcarii w miejscowości Etoy, druga znajduje się w Stanach Zjednoczonych w miejscowości Fort Lauderdale.

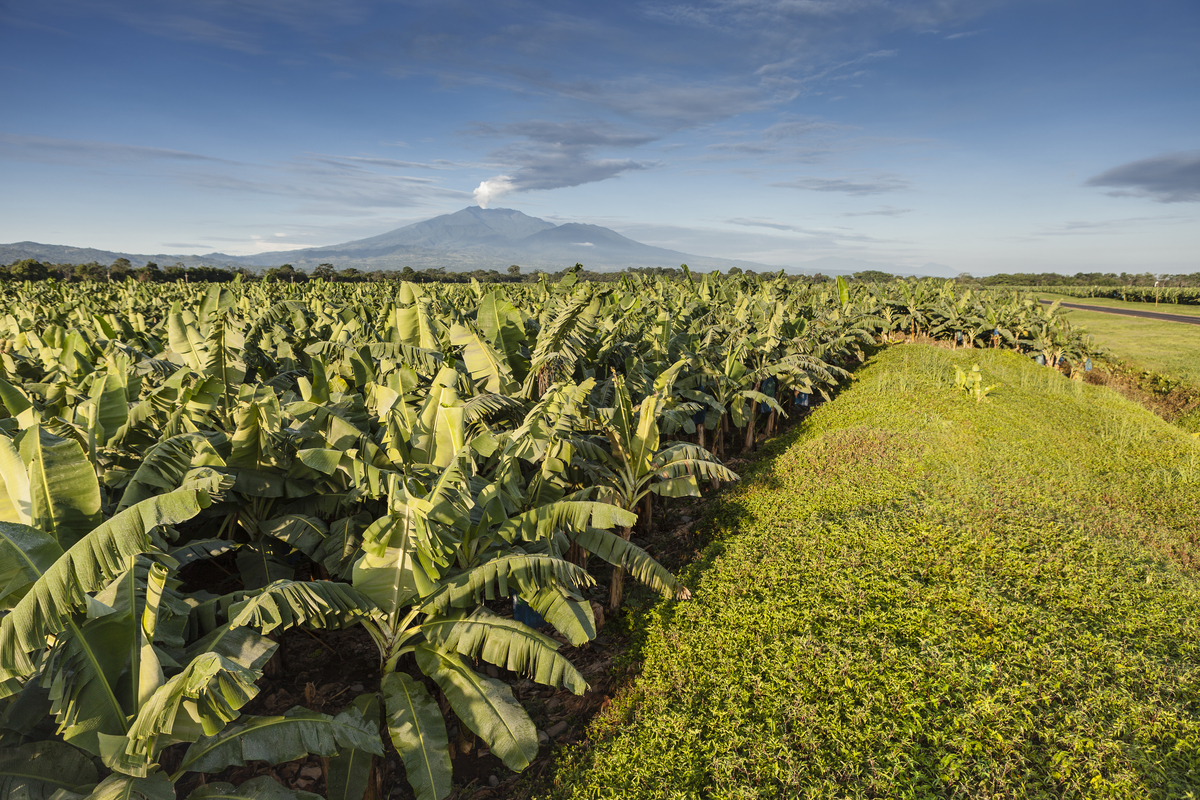
Plantacja bananów w Kostaryce, w tle wulkan Turrialba

Chiquita jest następcą United Fruit Company. Dawniej kontrolę nad firmą sprawował Carl H. Lindner Jr., biznesmen z Cincinnati, którego większościowa własność nad firmą zakończyła się, gdy Chiquita Brands International wyszła z postępowania upadłościowego 19 marca 2002 roku. W 2003 firma przejęła Atlanta AG, niemieckiego dystrybutora towarów rolnych. W 2005 firma kupiła Fresh Express od Performance Food Group.
10 marca 2014 roku Chiquita Brands International Inc. oraz Fyffes plc ogłosiły, że zarządy obydwu firm jednogłośnie zatwierdziły umowę, zgodnie z którą Chiquita połączy się z Fyffes na zasadzie stock-for-stock, przez co oczekiwało się, że akcjonariusze Chiquita wejdą w posiadanie około 50,7% ChiquitaFyffes, a akcjonariusze Fyffes – około 49,3%, na zasadach rozwodnienia. Umowa spowodowałaby utworzenie największego producenta bananów na świecie z siedzibą w Irlandii. W sierpniu 2014 roku Chiquita odrzuciła ofertę grup Cutrale i Safra dotyczącą kupna firmy za 611 mln dolarów, w nadziei kontynuowania połączenia z Fyffes. 24 października 2014 Chiquita ogłosiła, że akcjonariusze na nadzwyczajnym zgromadzeniu odrzucili propozycję połączenia z Fyffes. Krótko po tym akcjonariusze zaakceptowali przejęcie firmy przez Cutrale i Safra za 14,5 dolara za akcję.

## Historia

### Wczesna historia
Historia Chiquita Brands International sięga roku 1870, kiedy kapitan Lorenzo Dow Baker kupił 160 pęków bananów na Jamajce i sprzedał je w Jersey City jedenaście dni później. W 1873 deweloper kolejowy z Ameryki Centralnej Minor Keith rozpoczął próby produkcji bananów w Kostaryce. Następnie zasadził bananowce wzdłuż linii kolejowej w Kostaryce, aby dostarczyć jej źródła przychodu. W 1878 Baker wszedł we współpracę z Andrew Prestonem, czego owocem było utworzenie Boston Fruit Company. W 1899, gdy Boston Fruit Company i inne koncerny Keitha eksportujące banany połączyły się, utworzono United Fruit Company. W 1903 United Fruit Company weszła na NYSE oraz została pierwszą firmą, która używała chłodniowców do transportu morskiego. W 1930 flota firmy liczyła 95 statków.
Marka Chiquita została zarejestrowana jako znak towarowy w 1947. Do 1955 United Fruit Company przetwarzała 1,2 miliarda kilogramów owoców rocznie. W 1966 firma rozszerzyła swoją działalność na Europę, a w 1970 połączyła się z AMK Corporation, zmieniając przy tym nazwę na United Brands Company. Pakiet kontrolny w firmie przejął Eli Black, który przelicytował oferty dwóch innych konglomeratów – Zapata Corporation i Textron. Po samobójstwie Blacka, firma została przejęta przez Seymoura Milsteina i Paula Milsteina. W 1980 Chiquita była oficjalnym sponsorem zimowych igrzysk olimpijskich w Lake Placid. W 1984 Carl Lindner Jr., inwestor z Cincinnati przejął kontrolę nad firmą.
W 1990 firma zmieniła nazwę na Chiquita Brands International, z racji przeprowadzania dużych inwestycji w Kostaryce. W 1993 firmę dotknęły europejskie cła na import bananów z Ameryki Łacińskiej. W 1994 wybrane farmy należące do firmy zostały certyfikowane przez
Rainforest Alliance w projekcie Better Banana Project, jako będące przyjaznymi środowisku. W 1995 firma sprzedała John Morrell (obecnie Smithfield Foods), firmę z branży mięsnej, która wcześniej była częścią AMK Corporation. W 1998 firma otworzyła w Kostaryce największy zakład przetwórstwa bananów.

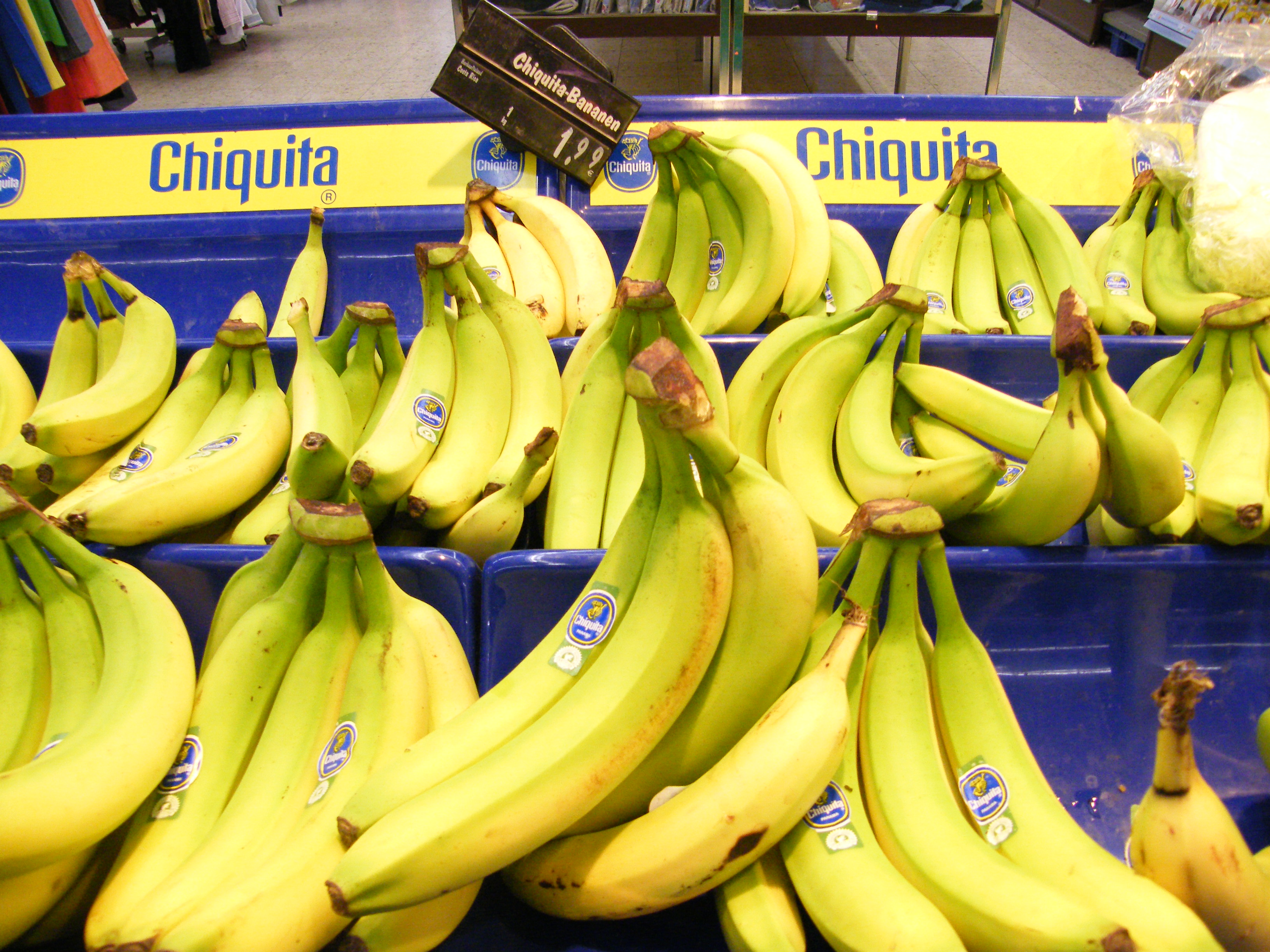
Banany Chiquita

### Kontrowersje

#### Zarzuty The Cincinnati Enquirer
3 maja 1998 roku gazeta The Cincinnati Enquirer opublikowała 18 stronicowy artykuł „Tajemnice Chiquita Ujawnione” („Chiquita Secrets Revealed”) autorstwa reporterów śledczych Michaela Gallaghera i Camerona McWhirtera. W artykule oskarżono firmę o złe traktowanie pracowników na jej plantacjach w Ameryce Centralnej, zanieczyszczanie środowiska, dopuszczenie transportu kokainy na Borneo na statkach należących do firmy, przekupywanie zagranicznych urzędników, omijanie zagranicznych przepisów dotyczących własności ziemi, przymusowe uniemożliwianie pracownikom organizowania się w związki, a także o inne nieprawidłowości. Chiquita zaprzeczyła wszystkim zarzutom oraz oskarżyła Gallaghera o wielokrotne włamywanie się do systemu poczty głosowej (voice-mail) firmy (nigdy nie wskazano żadnego dowodu, że McWhirter był świadom popełniania przestępstwa przez Gallaghera, ani że był jego uczestnikiem). W sprawie został powołany specjalny prokurator, ponieważ dotychczasowy miał powiązania z Carlem Lindnerem Jr.
28 czerwca 1998 roku ta sama gazeta wycofała całą serię historii i opublikowała na pierwszej stronie przeprosiny, w których stwierdziła, że „stała się przekonana, że [opublikowane] zarzuty i wnioski są nieprawdziwe oraz wytworzyły fałszywe i wprowadzające w błąd wrażenie o praktykach handlowych firmy Chiquita”. Gazeta zgodziła się też zapłacić wielomilionową ugodę. Faktyczna kwota nie została ujawniona, jednak roczny raport finansowy firmy wymienia „rozliczenie gotówkowe powyżej 10 mln dolarów”. Gallagher został zwolniony i oskarżony, a redaktor zarządzający Lawrence K. Beaupre został przeniesiony do siedziby Gannett Company (właściciela The Cincinnati Enquirer) w związku z zarzucanym mu ignorowaniem zwyczajowych procedur weryfikowania faktów w gazecie.
W artykule badającym serie dotyczące Chiquita, Salon.com stwierdził, że seria „Tajemnice Chiquita Ujawnione” „prezentuje potępiający, starannie udokumentowany szereg zarzutów, z czego większość jest ‘nieskażona’ wykradzionymi wiadomościami głosowymi dyrektorów”.

#### Świadomość środowiskowa
W 1992 roku, Chiquita jako dominująca firma produkująca banany, przystępuje do programu The Rainforest Alliance. W 1994 roku, dwie pierwsze plantacje należące do Chiquita uzyskują certyfikaty organizacji.
W roku 1998, przymierze składające się z grup aktywistów społecznych pod przewodnictwem European Banana Action Network (EUROBAN), przyjęło na cel przemysł bananowy jako ogół oraz w szczególności firmę Chiquita, z zamierzeniem stworzenia nowego klimatu korporacyjnej odpowiedzialności społecznej. Jego strategią było zachęcenie do uprawy bananów na małych farmach w przeciwieństwie do dużych monokultur oraz naciskanie w sprawie dotacji i innych pomocy rządowych celem wyrównania szans małych producentów. Do akcji dołączył także ruch fair trade, który starał się przekonać konsumentów do zakupu produktów małorolnych.
Według J. Gary’ego Taylora i Patricii Scharlin, Chiquita odpowiedziała na działania aktywistów zmianą zarządzania korporacyjnego i nowymi wzorcami konkurencji ogólnoświatowej. Firma weszła w partnerstwo z Rainforest Alliance, grupą poświęconą ochronie lasów deszczowych oraz wprowadziła wiele reform w sposobie nasadzania i ochrony bananowców. Zmiany były skupione na użyciu pestycydów, lecz dotknęły także kultury korporacyjnej. W roku 2000 Chiquita przyjęła nowy kodeks postępowania, który zawierał normę pracowniczą Odpowiedzialność Społeczna SA8000 (Social Accountability International SA8000). Także w 2000 roku firma otrzymała świadectwo Rainforest Alliance za praktyki przyjazne środowisku na 100% swoich farm. W 2001 Walmart ogłosił Chiquita „Dostawcą Przyjaznym Środowisku Roku” („Environmental Supplier of the Year”).

#### Płatności dla grup paramilitarnych
Lata 90. oraz początek XXI wieku, były dla Chiquita Brands International oraz innych firm pracujących w Kolumbii, bardzo trudnym i niespokojnym okresem. W tamtym czasie trudną sytuację polityczną i społeczna wykorzystywały paramilitarne bojówki i organizacje terrorystyczne, które bezkarnie zastraszały i szantażowały lokalne firmy. W dramatycznie trudnej sytuacji pozostawiona była również lokalna społeczność, narażona na przemoc, porwania, a nierzadko zabójstwa ze strony bojówek. W tych trudnych czasach, Chiquita postanowiła zapewnić swoim pracownikom jak najwyższą ochronę i pomoc. Realizując te zobowiązania, firma wprowadziła chronione wypłaty wynagrodzeń dla swoich pracowników.
W roku 2001, Departament Sprawiedliwości Stanów Zjednoczonych, uchwalił i wprowadził w życie przepisy, zabraniające wspierania i finansowania organizacji terrorystycznych. W tych okolicznościach, działania Chiquita, mające chronić pracowników, stały w sprzeczności z nowymi regulacjami i narażały firmę na poważne konsekwencje. Działania firmy były niezgodne z nowymi przepisami, ale chronione wypłaty ratowały zagrożonych pracowników i ich rodziny przed niebezpieczeństwem.
Powstały dylemat, Chiquita postanowiła rozwiązać, współpracując z Departamentem Sprawiedliwości Stanów Zjednoczonych. Firma przekazała władzom szczegółowe informacje oraz fakty związane z programem chronionych wynagrodzeń w 2003 roku.
14 marca 2007 roku na Chiquita Brands International została nałożona kara w kwocie 25 milionów dolarów jako część ugody z Departamentem Sprawiedliwości Stanów Zjednoczonych w sprawie powiązań z kolumbijskimi grupami paramilitarnymi. Według dokumentów sądowych, pomiędzy 1997 a 2004 rokiem pracownicy jednostki zależnej Chiquita zapłacili około 1,7 mln dolarów prawicowym Zjednoczonym Siłom Samoobrony Kolumbii, w zamian za ochronę pracowniczą w niepewnej strefie upraw bananowych w Kolumbii. Podobne płatności zostały dokonane na rzecz lewicowych Rewolucyjnych Sił Zbrojnych Kolumbii oraz Armii Wyzwolenia Narodowego w latach 1989 do 1997. Wszystkie te grupy są na liście zagranicznych organizacji terrorystycznych Departamentu Stanu USA. Chiquita wystosowała pozew sądowy, aby zapobiec ujawnieniu dokumentów związanych z nielegalnymi płatnościami na rzecz grup paramilitarnych przez rząd Stanów Zjednoczonych.
Według raportu The Wall Street Journal z 2004 roku, zewnętrzni prawnicy Chiquita zawiadamiali firmę, że płatności naruszyły przepisy anty-terrorystyczne Stanów Zjednoczonych, i że powinny zostać zaprzestane. Płatności były jednak kontynuowane do momentu sprzedania Banadex, jednostki zależnej Chiquita, w czerwcu 2004. 7 grudnia 2007 roku 29. Wyspecjalizowane Rejonowe Biuro Oskarżycielskie (29th Specialized District Attorney’s Office) w Medellín wezwało zarząd Chiquita do odpowiedzenia na pytania „dotyczące oskarżeń o konspirację celem popełnienia obciążającego przestępstwa i finansowania nielegalnych grup zbrojnych”. Dziewięciu członków zarządu wymienionych w wezwaniu przypuszczalnie wiedziało o owych nielegalnych działaniach. Jeden z dyrektorów firmy spisał notatkę, w której proklamował, że płatności były „kosztem prowadzenia interesów w Kolumbii”, a także zanotował, że „trzeba trzymać to w tajemnicy – ludzie mogą zostać zabici”.
W 2013 i 2014 Chiquita wydała 780 000 dolarów lobbując przeciwko ustawie Justice Against Sponsors of Terrorism Act.
24 lipca 2014 roku sąd apelacyjny odrzucił pozew sądowy przeciwko Chiquita skierowany przez 4000 Kolumbijczyków twierdzących, że korporacja wspierała prawicową grupę paramilitarną odpowiedzialną za śmierć członków ich rodzin. Sąd przegłosował dwa do jednego, że amerykańskie sądy federalne nie posiadają jurysdykcji nad wnioskami kolumbijskimi.
W lutym 2018 roku, osiągnięto porozumienie pomiędzy stronami sporu. Według firmy, umowa lepiej odzwierciedla zaangażowanie firmy. Obecnie jako firma prywatna, koncentruje się na przyszłości i rozwoju.

#### Prawa pracownicze
W maju 2007 roku francuska organizacja pozarządowa Peuples Solidaires publicznie oskarżyła Compañia Bananera Atlántica Limitada, jednostkę zależną Chiquita, o umyślne naruszenie „podstawowych praw ich pracowników” oraz o narażenie zdrowia ich i ich rodzin. Według oskarżenia firma lekkomyślnie i wielokrotnie naraziła pracowników z plantacji Coyol w Kostaryce na działanie silnie toksycznych pestycydów. Ponadto COBAL zarzucono używanie prywatnej milicji do zastraszania pracowników. W końcu, Peuples Solidaires stwierdziła, że Chiquita ignorowała niektóre skargi związkowe przez ponad rok.

### Restrukturyzacja
W listopadzie 2001 roku Chiquita wystąpiła o ochronę upadłościową celem zrestrukturyzowania firmy. Firma wyszła z postępowania upadłościowego 19 marca 2002, co zakończyło kontrolę nad spółką przedsiębiorcy z Cincinnati Carla H. Lindnera Jr. Także w 2002 roku Chiquita wstąpiła do Ethical Trading Initiative i została uznana najlepszą „zieloną” („green stock”) spółką przez The Progressive Investor.
W roku 2003 Chiquita przejęła niemieckiego dystrybutora towarów rolnych Atlanta AG. W tym samym roku sprzedała swój dział żywności przetworzonej firmie Seneca Foods. W 2004 wszystkie farmy Chiquita były certyfikowane za zgodność z normą pracowniczą SA8000 a firma uzyskała „Nagrodę Obywatela Korporacyjnego Obu Ameryk” („Corporate Citizen of the Americas Award”) od organizacji charytatywnej z Hondurasu. W 2005 roku firma nabyła Fresh Express od Performance Food Group.

### Przejęcie
W marcu 2014 roku Chiquita Brands International i Fyffes ogłosiły, że ich zarządy jednogłośnie zatwierdziły porozumienie o połączeniu. W transakcji stock-for-stock dotychczasowi akcjonariusze Chiquita mieliby posiadać około 50,7% akcji w nowej firmie ChiquitaFyffes, a akcjonariusze Fyffes mieliby posiadać 49,3% akcji w nowej firmie. Zakup all-stock został wyceniony na 526 mln dolarów. Porozumienie stworzyłoby największą firmę bananową na świecie, z przewidywanymi rocznymi przychodami na poziomie 4,6 mld dolarów. Firma miałaby być zarejestrowana w Irlandii i być notowana na NYSE. Ed Lonergan, CEO w Chiquita miałby zostać prezesem nowej firmy, a prezes Fyffes, David McCann, miałby zostać jej CEO. Lonergan nazwał to „transakcją milową” („milestone transaction”), a także dodał, że „połączona firma sprawi, że klienci otrzymają bardziej zdywersyfikowany wybór produktów”. McCann dodał, że obydwie firmy skorzystają ze „wspólnych umiejętności, komplementarnych aktywów i zasięgu geograficznego celem rozwinięcia biznesu”. Według Chiquita, transakcja „dostarczy istotnej operacyjnej efektywności i oszczędzenia kosztów”. Nowa firma oszczędziłaby na podatkach ze względu na zarejestrowanie jej w Irlandii, jak miało miejsce w przypadku przejęcia irlandzkiej firmy Élan przez amerykańską Perrigo w 2013 roku. Transakcja byłaby inwersją korporacyjną (corporate inverse), jako że firma przejmująca (Chiquita z siedzibą w Stanach Zjednoczonych) przeniosłaby swoją siedzibę do firmy przejmowanej (Fyffes z siedzibą w Irlandii).

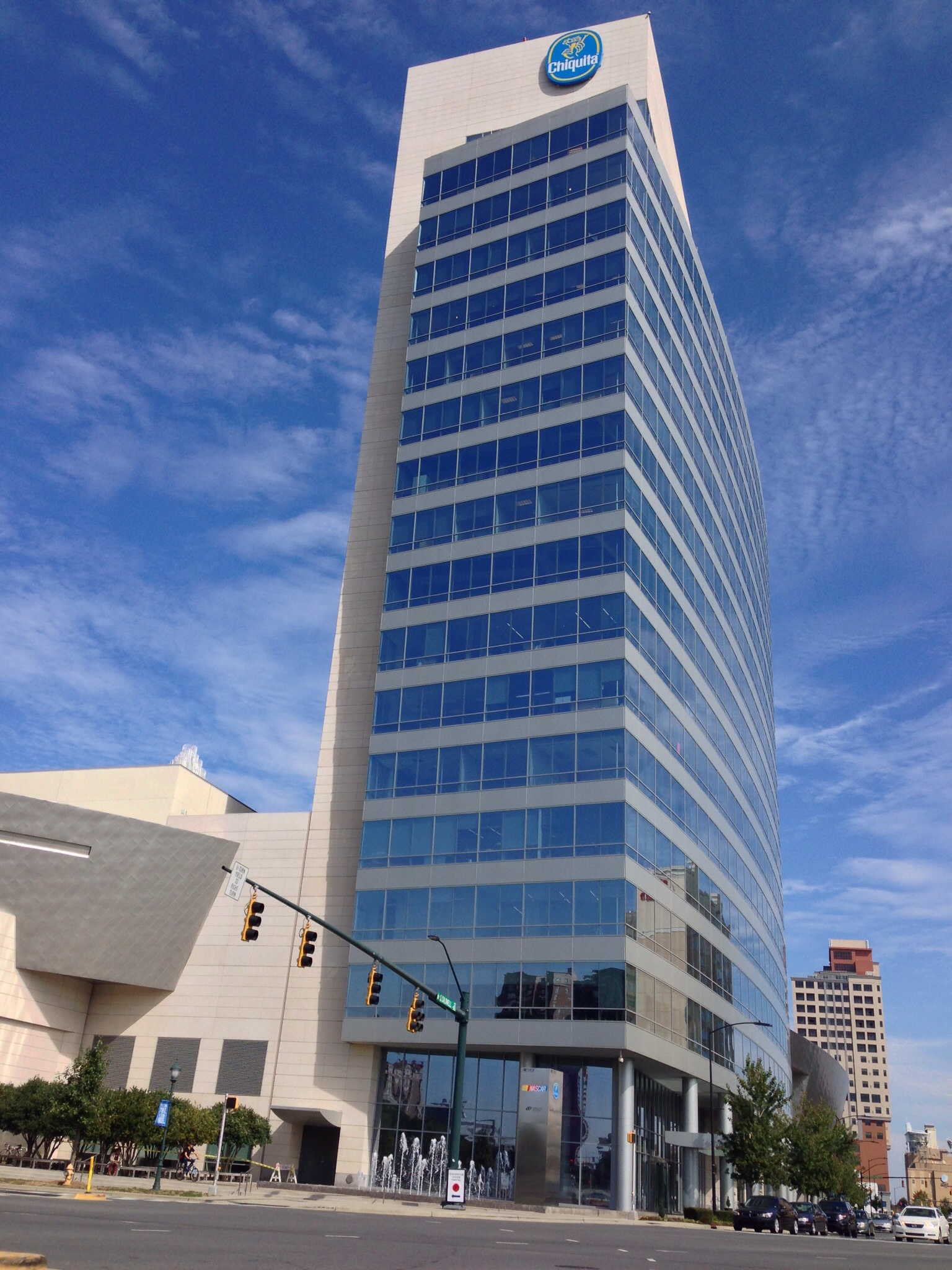
Siedziba firmy w Charlotte

Propozycja przejęcia Chiquita przez Cutrale z Brazylii i grupę Safra za 611 mln dolarów w sierpniu 2014 roku została kategorycznie odrzucona przez Chiquita, a firma odmówiła spotkania z oferentami aby przedyskutować ofertę. Chiquita powiedziała, że ponaglała swoje połączenie z Fyffes. Jednak krótko po tym, gdy udziałowcy Chiquita odrzucili plany połączenia z Fyffes, oferta nabycia Chiquita przez Cutrale i Safra za 14,5 dolara za akcję została zaakceptowana. Zarząd Rozwoju Gospodarczego Karoliny Północnej (North Carolina Economic Development) stwierdził, że jeśli siedziba firmy zostanie przeniesiona, firma będzie musiała zwrócić pieniądze Karolinie Północnej. Członek rady miejskiej Charlotte, John Lessiter, powiedział, że nowi właściciele odziedziczyliby odpowiedzialność firmy Chiquita zgodnie z umową z 2011 roku, która sprowadziła firmę do miasta. Umowa zastrzegała, że firma otrzymała ponad 23 mln dolarów premii od Charlotte i hrabstwa Mecklenburg oraz setki dobrze płatnych miejsc pracy od Cincinnati, oraz że jeśli firma zmieni siedzibę ponownie w ciągu 10 lat, będzie musiała zwrócić środki zgodnie z klauzulą „clawback”.

## Działalność
Chiquita Brands International jest obecna w 70 krajach i zatrudnia około 18 000 osób w 25 krajach. Firma sprzedaje różnorodne świeże towary rolne, w tym banany, gotowe sałatki i zdrową żywność. Marka Fresh Express sprzedaje rocznie towary za około 1 mld dolarów i posiada 40% udział w rynku USA.
29 listopada 2011 roku North Carolina Economic Investment Committee zatwierdził 22 mln dolarów premii dla Chiquita za przeniesienie swojej siedziby do Charlotte. Tego samego dnia firma oficjalnie ogłosiła swoje przeniesienie do tego miasta, z nową siedzibą mieszczącą się w NASCAR Plaza. Departament R&D firmy także został przeniesiony w okolice Charlotte. W uzupełnieniu do premii, firma jako powód przeniesienia wymieniła rozwijające się lotnisko. Według raportu rocznego z roku 2012, firma dąży do „przetransformowania [się] w wysokowolumenowego i niskokosztowego operatora” oraz do „zminimalizowania inwestycji spoza [swoich] podstawowych ofert produktów”.
W roku 2015, Chiquita przeniosła swoją amerykańską siedzibę do Fort Lauderdale. Firma tłumaczyła swoją decyzję dogodniejszym położeniem nowej siedziby względem portów przeładunkowych oraz plantacji w tropikach.

## Logo
Maskotka firmy, „Miss Chiquita” (obecnie Chiquita Banana), została stworzona w roku 1944 przez Dika Browne’a, znanego z komiksów Hägar the Horrible. Miss Chiquita zaczynała jako animowany banan z kobiecymi nogami i w kobiecej sukience. Pierwotnie głosu Miss Chiquita użyczyła w 1944 Patti Clayton, następnie były to Elsa Miranda, June Valli i Monica Lewis. W reklamach przedstawiano znak handlowy prezentujący postać banana noszącego kapelusz z owoców. Banan w kapeluszu został zastąpiony kobietą w 1987. Nowy projekt Miss Chiquita został odsłonięty w 1998. Zdrapywalne naklejki z logo firmy zaczęły być umieszczane na bananach w 1963. Do dzisiaj naklejane są ręcznie, aby uniknąć obtłuczenia owoców.